# 中城村立中城中学校
中城村立中城中学校（なかぐすくそんりつ なかぐすくちゅうがっこう）は、沖縄県中頭郡中城村にある公立（村立）中学校。

## 沿革
- 昭和23年-創立

## 出身著名人
- 多和田真三郎 - プロ野球選手